# Úročník

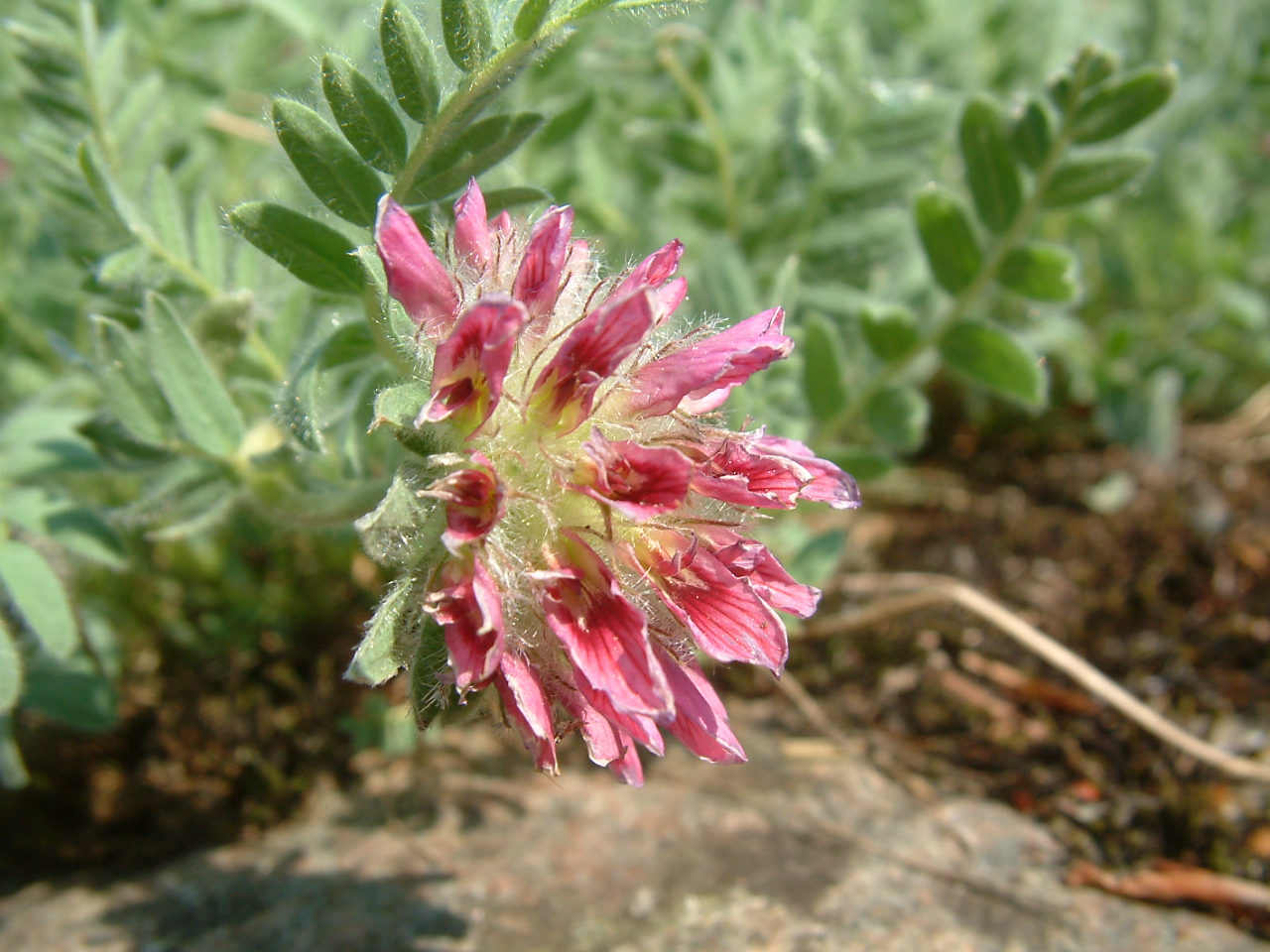
Úročník horský (Anthyllis montana)

Úročník (Anthyllis) je rod rostlin z čeledi bobovité. Úročníky jsou byliny a keře, vyznačující se zpeřenými listy a bílými, žlutými nebo červenými květy v hustých a často chlupatých květenstvích. Rostou v počtu asi 20 druhů v Evropě, severní Africe a jihozápadní Asii. V České republice roste pouze úročník bolhoj, pěstovaný též jako pícnina.

## Popis
Úročníky jsou byliny až keře. Listy jsou většinou lichozpeřené, někdy (zvláště přízemní) redukované na jediný koncový lístek. Jednotlivé lístky jsou celokrajné. Palisty bývají srostlé s řapíkem nebo zakrnělé. Květy jsou bílé, žluté nebo červené, přisedlé nebo velmi krátce stopkaté, v hustých hlávkách. Kalich je trubkovitý až zvonkovitý, za plodu často suchomázdřitý a nafouklý. Korunní lístky jsou dlouze nehetnaté, po odkvětu vytrvalé a obalující plod. Tyčinek je 10, zpočátku jsou všechny spojené a až po opylení se horní tyčinka částečně až zcela odděluje. Semeník bývá stopkatý. Plody jsou jednosemenné a většinou nafouklé, vejcovité až oválné, nepukavé nebo pukající 2 chlopněmi až po delší době.

## Rozšíření
Úročníky jsou rozšířeny v počtu asi 20 druhů převážně ve Středomoří a Přední Asii, méně i v severní Africe. V České republice roste v několika poddruzích pouze úročník bolhoj, který se vyskytuje v téměř celé Evropě mimo její nejsevernější části. V květeně Alp jsou podobně jako v květeně Pyrenejí zastoupeny pouze 2 druhy, mimo úročníku bolhoje ještě úročník horský (Anthyllis montana).
V celé Evropě se vyskytuje celkem asi 18 druhů úročníků, z nichž převážná většina druhů roste ve Středomoří. Nejvíce druhů se vyskytuje ve Španělsku (celkem 15 druhů, mnohé z nich jsou endemity). Širší areál výskytu mají ve Středomoří zejména druhy Anthyllis barba-jovis, A. hermanniae a A. tetraphylla.

## Taxonomie
Úročník bolhoj je velice proměnlivý taxon a bylo popsáno velké množství poddruhů (z celé Evropy asi 23), z nichž některé mají dobře vymezený areál, zatímco jiné se překrývají s výskytem jiných forem. V takových oblastech pak vznikají těžko zařaditelné hybridní populace. Navíc byly některé formy zavlečeny i mimo oblast svého původu. Skupinu velmi blízce příbuzných druhů tvoří i taxon úročník horský (A. montana).
Druh Anthyllis gerardii ze západního Středomoří byl přeřazen do rodu Dorycnopsis jako Dorycnopsis gerardii.

## Obsahové látky
Úročníky obsahují toxickou neproteinovou aminokyselinu kanavanin a některé jednoduché kumarinové sloučeniny, např. skopoletin a umbelliferon.

## Zástupci
- Úročník bolhoj (Anthyllis vulneraria)
- Úročník horský (Anthyllis montana)

## Význam
Úročník bolhoj byl v minulosti pěstován jako pícnina zejména na neúrodných půdách a ve vyšších polohách. Je využíván v léčitelství. Úročník horský (Anthyllis montana) a blízce příbuzné druhy jsou v ČR občas pěstovány jako skalničky.